# Georg Höchst
Georg Höchst  (* 7. April 1838 in Obertiefenbach im Landkreis Limburg-Weilburg; † 29. September 1908 in Oberbrechen) war ein deutscher Bürgermeister und Mitglied des Provinziallandtages der Provinz Hessen-Nassau.

## Leben
Georg Höchst war ein Sohn des Landwirts und Abgeordneten Johannes Höchst (1798–1872) und dessen Ehefrau Franziska Orth, die in Obertiefenbach lebten.
Er betrieb in Oberbrechen, wo er von 1873 bis 1885 das Amt des Bürgermeisters bekleidete, eine Landwirtschaft und im Nebenerwerb eine Branntweinbrennerei.
In den Jahren von 1868 bis 1875 war er Mitglied des Bezirksrates des Amtes Limburg und zugleich Mitglied des Kreistages des Unterlahnkreises.
Im Nassauischen Kommunallandtag bzw. Provinziallandtag der Provinz Hessen-Nassau hatte er als Vertreter des Kreises Limburg von 1886 bis 1908 ein Mandat. Er war Mitglied des Rechnungsprüfungs- und Wegebauausschusses.
Im Kreistag Limburg war er zur gleichen Zeit als Vertreter des Wahlverbandes der größeren Grundbesitzer tätig.
In den Jahren von 1887 bzw. 1903 war er Mitglied des Landesausschusses und des Provinzialausschusses, nachdem er dort zuvor einige Jahre als stellvertretendes Mitglied fungierte.